# GP2X Wiz
La GP2X Wiz est une console portable et un lecteur multimédia, créée par la société sud-coréenne Game Park Holdings, basée sur une architecture open source Linux. Elle succède à la GP2X.

## Histoire
Des rumeurs ont d’abord circulé fin juin 2008 à la suite de l’interruption de la production de la GP2X par Gamepark Holdings. Une première image de la console GP2X Wiz est apparue sur Internet à la fin du mois de juillet 2008.
Le 26 août 2008, Game Park Holdings annonce officiellement la sortie prochaine d’une nouvelle machine nommée Wiz. Une brochure précise les futures sorties de jeux sur la console. Cette brochure affirme que de nouveaux jeux sortiront chaque mois. Cependant la GP2X Wiz semble être principalement présentée comme une machine open source, destinée à recevoir des homebrews et des émulateurs d’anciennes consoles.
Les détaillants promettaient une première livraison de la machine pour le 8 octobre suivant ainsi qu’un prix de 180 dollars. La livraison officielle se fait depuis le 12 mai 2009.
Un magasin en ligne vendant les applications à destination de la Wiz, ouvert pour les amateurs comme pour les professionnels, est ouvert depuis août 2009.
La communauté francophone de la GP2X Wiz s’agrandit grâce aux sites WizMania.fr et WizFrance.com depuis la sortie de la GP2X Wiz[réf. nécessaire].

## Caractéristiques techniques
Chipset, processeur
- MagicEyes Pollux System-on-a-Chip
- Processeur: ARM9 à 533 MHz, accélérateur 3D

RAM
- SDRAM 64 MB

Mémoire, connexion
- 1 Gio interne de NAND Flash
- Port carte SD
- Port USB 2.0
- Connexion PC : USB 2.0 High Speed

Système d'exploitation
- OS : GNU/Linux

Alimentation
- Batterie lithium polymère 2000mAh (autonomie 5h)

Écran, résolution
- Écran tactile OLED de 2,8 pouces
- Définition : 320 x 240 pixels

Autres
- Entrée microphone
- Sortie casque stéréo
- Dimensions : 121 × 61 × 18 mm
- Masse : 98 g (sans batterie), 136 g (avec batterie)
- Formats multimédias : MPEG4, XVID, DIVX, MP3, OGG, WAV, JPEG, BMP, GIF et PNG
- Wi-Fi par carte SD additionnelle (en développement)